# Грамматчиков, Ларион Петрович
Ларио́н (Илларион) Петро́вич Грамматчиков (Грамотчиков) (1703 — 3 [14] июля 1767, Екатеринбург) — российский инженер, плотинный мастер, шихтмейстер. В 1742—1743 годах был техническим руководителем реконструкции плотин Екатеринбургского и Верх-Исетского заводов.

## Биография
Родился в 1703 году в крестьянской семье сельского церковнослужителя. Начальное образование получил в Уктусской арифметической школе. С 1723 года служил в Уральском горном ведомстве, обучаясь механическому мастерству у братьев Кейзеров, выходцев из Саксонии.
В 1726 году Грамматчиков принимал участие в строительстве плотины Верх-Исетского завода. Позднее в разные годы участвовал в строительстве цехов Кушвинского, Верхне-Туринского, Уткинского, Сусанского заводов, Берёзовской и Пышминской золотопромывальных факбрик, а также пильных мельниц. Руководил реконструкцией плотин Алапаевского, Полевского, Северского, Синячихинского, Сысертского и Уктусского заводов.
За время службы Грамотчиков изобрёл рецепт водостойкого цемента для укрепления заводских плотин камнем. Это изобретение было отмечено Берг-коллегией и применено при реконструкции плотин Сусанского и Уткинского заводов. В 1740-х годах Граматчиков руководил программой мероприятий по организации гидротехнического хозяйства казённых заводов с целью сохранения водотока малых рек.
В 1738 году Грамматчиков первым в Екатеринбурге произвёл остекление окон в здании Уральского горного правления в Екатеринбурге. В 1745 году он участвовал в постройке каменной аптеки горного ведомства. Также Ларион Петрович служил учителем Екатеринбургской словесной школы, назначался на руководящие должности.
В 1762 году Грамматчиков, будучи выходцем из крестьян, получил офицерский горный чин шихтмейстера, что было на тот момент беспрецедентным для горной администрации.
Скончался 3 (14) июля 1767 года в Екатеринбурге.
Сын Фёдор также служил горным офицером.